# 1876
Năm 1876 (MDCCCLXXVI) là một năm thường bắt đầu vào Thứ 7 (liên kết sẽ hiển thị đầy đủ lịch) trong Lịch Gregory (hoặc một năm thường bắt đầu vào Thứ 5 trong Lịch Julius chậm hơn 12 ngày).

## Sinh
- 23 tháng 1 – Otto Diels, nhà hóa học người Đức (m. 1954)
- Không rõ – Lê Văn Huân, chí sĩ kháng Pháp đầu thế kỷ 20 (m. 1929)

## Mất
- 15 tháng 5 – Nguyễn Phúc Hồng Cai, tước phong Kiên Thái vương, hoàng tử con vua Thiệu Trị, cha của các vua Kiến Phúc, Đồng Khánh, Hàm Nghi (s. 1845).